# Софроний (Жиров)
Софроний (в миру Степан Трифонович Жиров; ум. 1879) — епископ Белокриницкой иерархии. Стал первым российским старообрядческим архиереем белокриницкого поставления.

## Биография
Родился в семье крестьянина села Пурсовки Боровского уезда Калужской губернии.
В среде староверов, приемлющих священство, он получил в 1840-е годы широкую известность благодаря тому, что развозил по всей России «беглых попов» — священников синодальной церкви, присоединившихся к старообрядчеству.
3 января 1849 года епископом Кириллом (Тимофеевым) и рукоположенным им епископом Онуфрием (Парусовым) был поставлен на созданную тогда же Симбирскую кафедру с поручением управлять всеми делами в России до учреждения Московского архиепископства. 4 января вместе с епископом Онуфрием (Парусовым) возвёл Кирилла (Тимофеева) в сан митрополита.
Вскоре по прибытии из Австрии Софроний нелегально совершил поездку по стране. Невьянский благочинный о. П. Шишёв 15 февраля 1850 году доносил Екатеринбургскому преосвященному Ионе (Капустину), что «очень недавно между невьянскими старообрядцами пронеслась самым скрытным образом молва, будто в Казани появился старообрядческий архиерей, которого они с любовью называют женихом своей Церкви, что этот архиерей выходец от австрийских славян, что он уже делает своё дело — поставляет для старообрядцев попов, и что для сокрытия своего звания он выдаёт себя за купца. Такое обольстительное для старообрядцев известие пущено екатеринбургским купцом Полиевктом Коробковым, который будто бы сам видел в Казани этого архиерея, беседовал с ним и получил от него благословение».
Поскольку Софроний был замечен в злоупотреблениях (симонии, любостяжании и др.), в 1852 году ему было приказано удалиться в Симбирск, в его номинальную епархию, а 3 февраля 1853 года в Белой Кринице был поставлен архиепископ Антоний (Шутов) с титулом «Владимирского и всея Руси», которому были вручены ещё более широкие полномочия по управлению церковно-иерархическими делами в России. 9 февраля того же года Софронию было запрещено поставлять епископов в России и предложено скрепить своей подписью «Устав, учреждённый на Владимирскую архиепископию».
Софроний отказался подчиниться прибывшему в Россию архиепископу Антонию. Вскоре в Самаре самовольно поставил купца Василия Мятлева как епископа Уральского Виталия.
Удалившись на Урал, Софроний 16 января 1854 года рукоположил иеромонаха Израиля (беглый казак Яков Васильевич Бреднев) во епископа, а на другой день — в «патриарха всея Руси» под именем Иосифа. 18 и 19 января 1854 года Софроний и Виталий взаимно возвели друг друга в сан митрополитов (Казанского и Новгородского). Все эти поставления не были признаны ни заграничными, ни российскими старообрядческими архиереями. Софроний был вызван в Москву, однако проигнорировал это «приглашение». В 1856 году митрополит Кирил запретил Софрония в священнослужении.
В 1858 году Софроний принес покаяние «освященному собранию» епископов Онуфрия, Пафнутия Казанского и архиепископа Владимирского Антония и просил отправить его в Казань. Московский Собор Белокриницкой Церкви в 1859 года определил Софрония заштатным епископом. Получил дозволение проживать в Казани с правом совершения святительских богослужений, однако без вмешательства в иерархические дела.
В ноябре 1861 года Софроний получил в управление Новозыбковскую епархию, куда он отправился. Однако «не сделав там ничего должного епископу, возвратился в сентябре месяце опять в Москву, и вместо определенных ему епархий отправился в не принадлежащую ему Казань».
В 1862 году Софроний оказался в рядах самых непримиримых противников «Окружного послания». Он стал одним из главных распространителей смуты и раздоров среди старообрядцев.
12 июня 1862 года Софроний был возвращён на Симбирскую епархию, 20 июня Духовный совет при Московском архиепископе просил Софрония принять во временное управление также Пензенскую, Тамбовскую и Воронежскую епархии.
В письме от 1 октября 1862 года Софроний отказался от назначения и просил оставить его в Казани, утверждая, что епископ Казанский Пафнутий (Шикин) якобы отказался от этой епархии. В ноябре того же года Софроний, прибыв в Москву, провозгласил себя «епископом Московским и всея России».
В ноябре 1862 года вместе с архимандритом Сергием отбыл в Белую Криницу, и в январе 1863 года они смогли убедить митрополита Белокриницкого Кирила в необходимости его поездки в Россию для устроения церковно-иерархических дел.
18 января 1863 года Духовный совет уничтожил грамоты, выданные Софронию, Симбирская епархия перешла во временное управление Саратовского епископа Афанасия (Кулибина), Пензенская, Тамбовская и Воронежская — «в ведение управляющего церковно-иерархическими делами святителя».
27 февраля митрополит Кирил передал управление российскими старообрядцами епископу Саратовскому Афанасию и потребовал удаления Антония во Владимирскую епархию. 2 марта митрополит Кирил поставил Сергия во епископа Тульского, для того чтобы передать ему и Софронию управление российскими старообрядцами.
В июне 1863 года Софронию было предъявлено обвинение из 12 пунктов, в ответ на что он отказался признать действующий в Москве собор епископов Белокриницкой иерархии законным.
Его многократно приглашали для личных объяснений на проходивший в июле в Москве собор епископов, но так как он не явился, то в последний день работы собора, 29 июля 1863 года определением собора, подписанным 7 российскими и 2 заграничными архиереями, Софроний был извержен из сана.
Однако и после этого неподчинившийся инок Софроний продолжал священнодействовать и в 1866 году единолично поставил епископа Тарасия (Москвичева). Наконец, отлучённый от Церкви, примкнув к неокружникам, умер в неизвестности, оставленный и забытый всеми.